# Iván Mancía
Ivan Roberto Mancía Ramírez (sinh ngày 1 tháng 5 năm 1989 ở Apopa, San Salvador, El Salvador) là một cầu thủ bóng đá người El Salvador.

## Danh hiệu
- Santa Tecla
  - Primera División: Clausura 2015